# 出羽の郷秀之
出羽の郷 秀之（でわのさと ひでゆき、1970年11月22日 - ）は、埼玉県三郷市出身で出羽海部屋に所属した元大相撲力士。本名は川原 秀之（かわはら ひでゆき）。身長182cm、体重127kg。最高位は東十両14枚目（2005年5月場所）、血液型はO型。現役終盤期は周囲から「出羽じい」と呼称されていた。

## 来歴
三郷市立彦糸中学校時代には陸上部に所属。中学卒業後の1986年5月場所初土俵。序ノ口を1年、序二段を3年で通過し、決して速くはないが着実に番付を上げた。三段目で足踏みをしてしまい2度の序二段転落も経験した。1995年7月場所に幕下に昇進し、三段目との往来はあったが中位まで番付をあげた。十両が見え始めたかに思えた2003年5月場所中に怪我をして三段目まで番付を落としてしまう。不屈の闘志で同年11月場所で5勝2敗と勝ち越してから8場所連続して勝ち越し、2005年3月場所には自己最高位の西幕下4枚目まで昇進した。同場所も11日目に琴冠佑との相撲で勝ち越しを決め、場所後の番付編成会議で史上最年長記録となる34歳5ヶ月での十両昇進が決まった。所要114場所も琴冠佑の89場所を大きく上回る史上1位のスロー出世記録で、30歳を超えてから地力を増した珍しい力士である。新十両の場所は注目を集めたが3勝12敗と負け越し、幕下に陥落した。2008年7月場所以降はほとんど三段目の地位で取り続けていたが、2015年5月場所千秋楽の取組後に44歳で現役引退を発表した。引退後は福岡県で福祉関係の仕事に就いている。
2015年5月場所までは関取を経験している現役力士の中では最年長の力士であった。
またその時点で1970年度生まれの力士は45歳になる年にもかかわらず出羽の郷、華吹大作、北斗龍定裕と3人が現役を続けている珍事であった。

## エピソード
- 2006年3月31日未明、出羽海部屋の大阪宿舎であった祥雲寺に侵入した空き巣犯を、偶然知人との食事から帰ってきた出羽の郷が発見し、声をかけたところ逃げ出そうとしたため羽交締めにして取り押さえるという「大金星」をあげた。その場所の成績は2勝5敗と負け越していたため、「来場所に繋がれば」と冗談を交えて話した。その5月場所では1勝3敗という苦しい状況から3連勝、4勝3敗と見事に勝ち越しを決めた。

## 主な成績
- 通算成績：594勝598敗27休 勝率.498
- 十両成績：3勝12敗 勝率.200
- 現役在位：174場所
- 通算在位174場所は史上4位（うち関取経験者の中では2位）。
- 十両在位：1場所

### 場所別成績
| | 一月場所 初場所（東京） | 三月場所 春場所（大阪）   | 五月場所 夏場所（東京）   | 七月場所 名古屋場所（愛知） | 九月場所 秋場所（東京） | 十一月場所 九州場所（福岡） |
| --- | ----------------------- | ------------------------- | ------------------------- | --------------------------- | ----------------------- | --------------------------- |
| 1986年 （昭和61年） | x                       | x                         | （前相撲）                | 西序ノ口61枚目 4–3          | 東序ノ口13枚目 2–5      | 西序ノ口24枚目 3–4          |
| 1987年 （昭和62年） | 東序ノ口25枚目 3–4      | 東序ノ口19枚目 3–4        | 西序二段148枚目 4–3       | 東序二段116枚目 3–4         | 西序二段138枚目 4–3     | 東序二段104枚目 3–4         |
| 1988年 （昭和63年） | 西序二段120枚目 4–3     | 東序二段82枚目 4–3        | 東序二段57枚目 2–5        | 東序二段86枚目 3–4          | 東序二段108枚目 5–2     | 東序二段62枚目 4–3          |
| 1989年 （平成元年） | 西序二段38枚目 3–4      | 西序二段55枚目 4–3        | 東序二段34枚目 3–4        | 西序二段55枚目 3–4          | 東序二段73枚目 6–1      | 東序二段6枚目 3–4           |
| 1990年 （平成2年） | 西序二段29枚目 3–4      | 西序二段53枚目 4–3        | 東序二段24枚目 4–3        | 西三段目97枚目 5–2          | 東三段目60枚目 2–5      | 東三段目85枚目 0–1–6        |
| 1991年 （平成3年） | 東序二段45枚目 4–3      | 西序二段19枚目 2–5        | 東序二段58枚目 2–3–2      | 東序二段96枚目 6–1          | 東序二段23枚目 5–2      | 西三段目83枚目 6–1          |
| 1992年 （平成4年） | 東三段目31枚目 2–5      | 東三段目58枚目 4–3        | 東三段目41枚目 5–2        | 西三段目15枚目 2–5          | 西三段目42枚目 4–3      | 東三段目27枚目 3–4          |
| 1993年 （平成5年） | 東三段目42枚目 3–4      | 東三段目56枚目 休場 0–0–7 | 西序二段17枚目 6–1        | 東三段目60枚目 4–3          | 東三段目39枚目 2–5      | 西三段目66枚目 5–2          |
| 1994年 （平成6年） | 東三段目39枚目 3–4      | 東三段目58枚目 5–2        | 西三段目28枚目 2–5        | 西三段目55枚目 5–2          | 西三段目25枚目 4–3      | 東三段目13枚目 3–4          |
| 1995年 （平成7年） | 東三段目30枚目 2–5      | 西三段目58枚目 5–2        | 東三段目22枚目 5–2        | 西幕下58枚目 4–3            | 西幕下48枚目 2–5        | 西三段目10枚目 5–2          |
| 1996年 （平成8年） | 西幕下46枚目 4–3        | 西幕下36枚目 3–4          | 東幕下49枚目 5–2          | 西幕下30枚目 1–6            | 東幕下56枚目 5–2        | 西幕下38枚目 4–3            |
| 1997年 （平成9年） | 東幕下29枚目 2–5        | 東幕下45枚目 4–3          | 東幕下36枚目 1–6          | 東三段目4枚目 3–4           | 東三段目19枚目 5–2      | 東幕下54枚目 5–2            |
| 1998年 （平成10年） | 西幕下33枚目 3–4        | 西幕下44枚目 4–3          | 西幕下35枚目 3–4          | 東幕下44枚目 2–5            | 東三段目3枚目 2–5       | 西三段目28枚目 6–1          |
| 1999年 （平成11年） | 東幕下52枚目 4–3        | 西幕下42枚目 3–4          | 西幕下54枚目 5–2          | 西幕下36枚目 2–5            | 東幕下49枚目 3–4        | 西三段目筆頭 5–2            |
| 2000年 （平成12年） | 西幕下41枚目 4–3        | 西幕下33枚目 3–4          | 西幕下40枚目 5–2          | 西幕下25枚目 4–3            | 東幕下19枚目 3–4        | 東幕下28枚目 3–4            |
| 2001年 （平成13年） | 西幕下39枚目 3–4        | 西幕下49枚目 5–2          | 西幕下33枚目 4–3          | 東幕下25枚目 3–4            | 西幕下34枚目 4–3        | 東幕下29枚目 3–4            |
| 2002年 （平成14年） | 西幕下38枚目 3–4        | 東幕下49枚目 6–1          | 東幕下22枚目 3–4          | 西幕下29枚目 5–2            | 西幕下14枚目 1–6        | 東幕下39枚目 4–3            |
| 2003年 （平成15年） | 東幕下32枚目 4–3        | 西幕下24枚目 4–3          | 西幕下18枚目 0–2–5        | 東幕下53枚目 休場 0–0–7     | 東幕下53枚目 0–7        | 西三段目28枚目 5–2          |
| 2004年 （平成16年） | 東幕下60枚目 4–3        | 西幕下50枚目 5–2          | 東幕下33枚目 4–3          | 西幕下26枚目 5–2            | 東幕下16枚目 4–3        | 西幕下12枚目 4–3            |
| 2005年 （平成17年） | 東幕下8枚目 4–3         | 西幕下4枚目 4–3           | 東十両14枚目 3–12         | 西幕下9枚目 3–4             | 西幕下13枚目 2–5        | 東幕下28枚目 3–4            |
| 2006年 （平成18年） | 東幕下37枚目 4–3        | 東幕下29枚目 2–5          | 西幕下45枚目 4–3          | 西幕下36枚目 4–3            | 東幕下29枚目 2–5        | 西幕下45枚目 3–4            |
| 2007年 （平成19年） | 西幕下56枚目 3–4        | 西三段目11枚目 5–2        | 東幕下52枚目 3–4          | 西三段目2枚目 4–3           | 東幕下51枚目 5–2        | 西幕下37枚目 3–4            |
| 2008年 （平成20年） | 西幕下47枚目 3–4        | 西幕下56枚目 4–3          | 東幕下48枚目 3–4          | 西三段目筆頭 1–6            | 西三段目33枚目 3–4      | 東三段目43枚目 3–4          |
| 2009年 （平成21年） | 東三段目64枚目 4–3      | 西三段目46枚目 4–3        | 西三段目29枚目 3–4        | 西三段目45枚目 3–4          | 西三段目63枚目 4–3      | 東三段目44枚目 5–2          |
| 2010年 （平成22年） | 東三段目20枚目 3–4      | 東三段目35枚目 4–3        | 東三段目20枚目 3–4        | 東三段目36枚目 6–1          | 西幕下48枚目 4–3        | 西幕下38枚目 2–5            |
| 2011年 （平成23年） | 東幕下60枚目 3–4        | 八百長問題 により中止     | 東三段目10枚目 2–5        | 西三段目22枚目 1–6          | 西三段目55枚目 4–3      | 東三段目41枚目 4–3          |
| 2012年 （平成24年） | 西三段目29枚目 4–3      | 西三段目15枚目 1–6        | 西三段目48枚目 3–4        | 西三段目64枚目 4–3          | 東三段目46枚目 4–3      | 東三段目31枚目 3–4          |
| 2013年 （平成25年） | 西三段目44枚目 5–2      | 西三段目15枚目 3–4        | 東三段目35枚目 2–5        | 東三段目60枚目 3–4          | 西三段目79枚目 4–3      | 西三段目61枚目 1–6          |
| 2014年 （平成26年） | 西三段目95枚目 4–3      | 西三段目75枚目 6–1        | 西三段目18枚目 3–4        | 西三段目34枚目 2–5          | 東三段目59枚目 3–4      | 西三段目75枚目 3–4          |
| 2015年 （平成27年） | 東三段目90枚目 4–3      | 東三段目72枚目 4–3        | 東三段目54枚目 引退 1–6–0 | x                           | x                       | x                           |
| 各欄の数字は、「勝ち-負け-休場」を示す。 優勝 引退 休場 十両 幕下 三賞：敢=敢闘賞、殊=殊勲賞、技=技能賞 その他：★=金星 番付階級：幕内 - 十両 - 幕下 - 三段目 - 序二段 - 序ノ口 幕内序列：横綱 - 大関 - 関脇 - 小結 - 前頭（「#数字」は各位内の序列） |                         |                           |                           |                             |                         |                             |

## 改名歴
- 川原 秀之（かわはら ひでゆき）1986年5月場所-1989年9月場所
- 出羽の郷 秀之（でわのさと ひでゆき）1989年11月場所-2015年5月場所